# Circumfix
Een circumfix, discontinu affix of omvoegsel is in de taalkunde een affix dat rondom een ander morfeem wordt geplaatst. 
Een voorbeeld van een circumfix in het Nederlands doet zich voor bij de vorming van het voltooid deelwoord. Van een zwak werkwoord wordt het voltooid deelwoord gevormd door ge voor de stam te plaatsen en t of d achter de stam. Om een correct voltooid deelwoord te vormen moeten beide onderdelen aanwezig zijn; daarom worden ze niet gezien als twee losse affixen, maar als één circumfix.